# Michael Pinnella

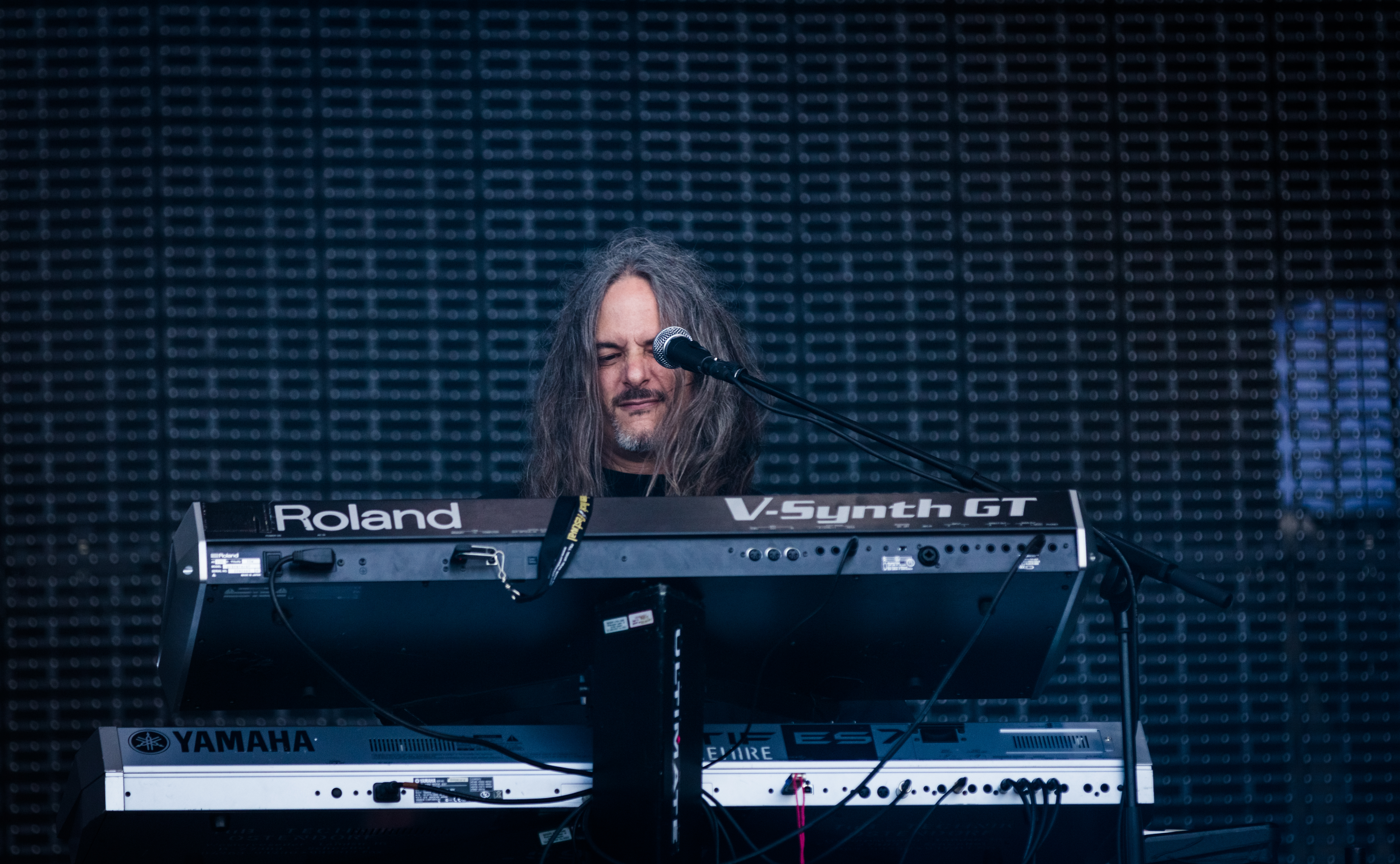
Michael Pinnella tocando durante un concierto.

Michael Pinnella (n. 29 de agosto de 1969, Nueva Jersey) es teclista de la banda de metal progresivo Symphony X.
Empezó a tocar piano a los 6 años, estudió piano clásico al mismo tiempo que estaba siendo influido por bandas como Deep Purple, ELP y Yes. Después de la universidad, fue a estudiar piano a la Montclair University, en el estado de Nueva York. Luego empezó a escuchar bandas como Rush, Kansas, Pink Floyd, etc.
Luego, en 1994, un mutuo amigo le presentó a Michael Romeo, él le presentó sus ideas para el grupo y empezaron a trabajar con el material para la banda que sería Symphony X.

## Influencias musicales
- Rick Wakeman
- Keith Emerson
- Jon Lord
- W.A. Mozart
- Johann Sebastian Bach
- Frédéric Chopin

## Discografía junto aSymphony X
- Dance Macabre - (Demo, 1994)
- Symphony X (álbum) - (1994)
- The Damnation Game - (1995)
- The Divine Wings of Tragedy - (1996)
- Twilight in Olympus - (1998)
- Prelude to the Millennium - (1998)
- V: The New Mythology Suite - (2000)
- Live on the Edge of Forever - (2CD en vivo, 2001)
- The Odyssey - (2002)
- Rarities And Demos - (Church Of The Machine Fan Club CD 1, 2005)
- Paradise Lost - (2007)
- Iconoclast - (2011)
- Underworld - (2015)

## Proyecto solista
- Enter By The Twelfth Gate (Instrumental) - 2004

- Datos: Q722885
- Multimedia: Michael Pinnella / Q722885